# Muna Tatari
Muna Tatari (geboren 1971 in Hamburg) ist eine deutsche Islamwissenschaftlerin und Professorin für Islamische Theologie. 2020 wurde sie als erste Muslima Mitglied des Deutschen Ethikrates.

## Werdegang
Muna Tatari, Tochter einer deutschen Mutter und eines syrischen Vaters, schloss 1997 das Grundstudium Islam an der Initiative für Islamische Studien e. V. in Hamburg ab. An der Universität Hamburg absolvierte sie ein Studium der Islamwissenschaften mit den Nebenfächern Erziehungswissenschaft, Missions-, Ökumene- und Religionswissenschaften, das sie 2006 mit einer Magisterarbeit zum Thema Musa as-Sadr. Ansätze eines interreligiösen Dialogs abschloss.
Sie hatte außerdem von 1992 bis 1994 an der Universität in Amman Arabisch studiert und war in dieser Zeit auch Gasthörerin an der dortigen theologischen Fakultät.
Von 2010 bis 2015 arbeitete sie als Wissenschaftliche Mitarbeiterin an der Universität Paderborn, wo sie 2013, gefördert durch die Stiftung Mercator, auch mit einer Dissertation zum Thema Gott und Mensch im Spannungsverhältnis von Gerechtigkeit und Barmherzigkeit. Versuch einer islamisch begründeten Positionsbestimmung promovierte.
Im Januar 2014 hatte sie eine Gastprofessur im Theologischen Studienjahr Jerusalem inne, wo sie gemeinsam mit Margareta Gruber und Roman Siebenrock ein Christlich-Islamisches Werkstattseminar durchführte.
Im April 2018 übernahm sie für ein Jahr eine Vertretungsprofessur für Islamische Theologie an der Akademie der Weltreligionen der Universität Hamburg.
Seit Oktober 2015 ist sie Juniorprofessorin für Islamische Systematische Theologie am neu eingerichteten Seminar für Islamische Theologie der Universität Paderborn, wo sie auch das Seminar für Islamische Theologie (SIT) leitet.
Zum 30. April 2020 wurde sie als Kandidatin der Bundesregierung durch Bundestagspräsident Wolfgang Schäuble als erste Muslima in den Deutschen Ethikrat berufen, nachdem in den beiden vorherigen Amtszeiten der Islam durch den Mainzer Medizinethiker İlhan Ilkılıç vertreten worden war. 2024 wurde sie wiederberufen, schied aber im März 2025 aus.

## Schwerpunkte
Zu Tataris Schwerpunkten zählen befreiungstheologische Perspektiven und die öffentliche Mitsprache von Theologie in einer säkularen Gesellschaft, Konzeptionen zum theologischen Prinzip des Tauḥīd, Glaube und Handeln, sowie komparative Theologie.
Im Deutschen Ethikrat sind ihre Schwerpunkte die Islamische systematische Theologie und die (islamische) theologische Ethik.

## Mitgliedschaften
- 2020 bis 2025 Deutscher Ethikrat
- Seit 2017 Avicenna-Studienwerk (Kommission für Stipendienvergabe)
- Seit 2017 Akademie für Islam in Wissenschaft und Gesellschaft (AIWG)
- Seit 2017 Deutsche Gesellschaft für islamisch-theologische Studien (DEGITS)
- Seit 2017 Beirat für den Islamischen Religionsunterricht in Nordrhein-Westfalen
- Seit 2015 Steuerungsgruppe Theologisches Forum Christentum – Islam an der Akademie der Diözese Stuttgart-Rottenburg
- Seit 2015 Beirat im Kalam Verlag für islamische Theologie und Religionspädagogik KG
- Seit 2010 Zentrum für Komparative Theologie und Kulturwissenschaften der Universität Paderborn (ZeKK)
- Seit 1997 Initiative für islamische Studien e. V.

## Publikationen

### Monographien
- Klaus von Stosch, Muna Tatari, Prophetin – Jungfrau – Mutter: Maria im Koran, Freiburg 2021.
- Muna Tatari, Gott und Mensch im Spannungsverhältnis von Gerechtigkeit und Barmherzigkeit. Versuch einer islamisch begründeten Positionsbestimmung (Graduiertenkolleg Islamische Theologie 4). Münster 2016; zugleich: Paderborn, Univ., Diss., 2013.

### Herausgeberschaften
- Wolfram Weisse/Julia Ipgrave/ODDBJØRN Leirvik/Muna Tatari (Hg.), Pluralisation of Theologies at European Universities, Münster 2020.
- Christian Ströbele/Mohammed Gharaibeh/Klaus Hock/Muna Tatari (Hg.), Säkular und religiös? Herausforderungen für Christentum und Islam, Regensburg 2020.
- Christian Ströbele/Tobias Specker/Amir Dziri/Muna Tatari (Hg.), Welche Macht hat Religion? Anfragen an Christentum und Islam, Regensburg 2019.
- Rumee Ahmad/Idris Nassery/Muna Tatari (Hg.), The Objectives of Islamic Law. The Promises and Challenges of the Maqasid al-Shari'a, Lanham 2018.
- Bernhard Nitsche/Klaus von Stosch/Muna Tatari (Hg.), Gott – jenseits von Monismus und Theismus?  Paderborn 2017 (Beträge zur Komparativen Theologie 23).
- Christian Ströbele/Mohammed Gharaibeh/Tobias Specker/Muna Tatari (Hg.), Kritik, Widerspruch, Blasphemie: Anfragen an Christentum und Islam, Regensburg 2017.
- Christian Ströbele/Anja Middelbeck-Varwick/Amir Dziri/Muna Tatari (Hg.), Armut und Gerechtigkeit. Christliche und islamische Perspektiven, Regensburg 2016.
- Klaus von Stosch/Muna Tatari (Hg.), Handeln Gottes – Antwort des Menschen, Paderborn 2014 (Beträge zur Komparativen Theologie 11).
- Muna Tatari/Klaus von Stosch (Hg.), Trinität – Anstoß für das christlich-islamische Gespräch, Paderborn 2013 (Beträge zur Komparativen Theologie 7).
- Klaus von Stosch/Muna Tatari (Hg.), Gott und Befreiung. Befreiungstheologische Konzepte in Islam und Christentum, Paderborn 2012 (Beträge zur Komparativen Theologie 5).